# Benigno Varela Prat
Benigno Varela Prat (1882-post. 1961) fue un escritor y periodista español.

## Biografía
Nacido el 25 de julio de 1882 en Zaragoza, se retó en duelo en 1906 con Juan Pedro Barcelona, a quien mató. Fue director de La Monarquía. Inicialmente republicano, se terminó convirtiendo en una propagandista en favor de la monarquía.  Seguía vivo en 1961.
Escribió obras para colecciones literarias como El Cuento Semanal y Los Contemporáneos. Descrito por Julio Cejador como «infortunado periodista. Quijote en tiempos harto sanchopancescos» y «novelista descuidado, pero que escribe con toda el alma; precipitado y sin estudios, pero espontáneo y recio», publicó textos como Novelitas, estrellas con rabo (Madrid, 1903), El Sacrificio de Márgara (1909), Senda de tortura (1909), Yo acuso ante S. M. (1910), Isabel, distinguida coronela (1910), Volcanes de amor (cuentos, 1910), Corazones locos (1910), Los que conspiran contra el Rey (1910), Mi Evangelio (1910), Fiebres amorosas (1911), Cuartillas para mi rey (1911), Mujeres vencidas (París, 1912), Por algo es rey (1913), Horas trágicas de vivir, cuentos de guara (1915), Lo perdonaron Dios y el Rey y Así es nuestro rey.